# Camps del Francesc
Els Camps del Francesc són un paratge del terme municipal de Monistrol de Calders, al Moianès.
Estan situats en una fondalada formada per la capçalera del torrent de la Baga de la Corriola, al sud de la masia del Bosc, en el vessant occidental del Serrat de Mussarra.